# Barril (unitat)
El barril és un conjunt d'unitats de volum, de capacitat diversa, usades principalment al Regne Unit i als Estats Units.
Un barril  britànic o imperial és igual a:
- 35 galons
- 140 quarts
- 280 pintes
- 1.120 gills
- 5.600 unces líquides

- 159,11315 litres

Un  barril nord-americà  equival a:
- 42 galons
- 168 quarts
- 336 pintes
- 1.344 gills
- 5.376 unces líquides

- 158,987294928 litres

## Barrils de petroli
- Barril de cru/petroli nord-americana: 42 galons nord-americans; 158,987294928 litres
- Barril de cru/petroli britànic o imperial: 35 galons britànics o imperials; 159,11315 litres
- Barril de cervesa: 31 galons nord-americans; 117,347765304 litres. Aquesta unitat es refereix al volum produït de cervesa.

Depenent de la densitat del petroli, la massa d'un barril de petroli està entre 119 kg i 151 kg.